# Gerhard Munthe
Gerhard Peter Frantz Munthe (ur. 19 lipca 1849 w Elverum, zm. 15 stycznia 1929 w Oslo) – norweski malarz i rysownik.

## Życiorys
Był jednym z trzynaściorga dzieci lekarza. Uczył się w szkole w Christianii (późniejsze Oslo), od 1870 zajmował się malarstwem, w 1874 wyjechał do Düsseldorfu, skąd wrócił do Norwegii w 1876. W latach 1877–1882 mieszkał w Monachium, gdzie odgrywał ważną rolę w miejscowym środowisku artystycznym. Początkowo malował krajobrazy, później pod wpływem stylu secesjonistycznego rozwinął styl dekoracyjny. Poza tym czerpał motywy z mitologii staroskandynawskiej. Malował akwarele, które jednocześnie służyły mu jako projekty obrazów-dywanów. Projektował także meble i ilustrował książki. W 1888 stworzył jedno ze swoich największych dzieł, Wieczór w Eggedal. Jego prace były wielokrotne nagradzane na międzynarodowych wystawach, w 1900 otrzymał złoty medal na Wystawie Światowej w Paryżu, a w 1907 na Biennale w Wenecji. Był także odznaczony Orderem Świętego Olafa I klasy i Krzyżem Komandorskim Orderu Danebroga.